# Šávoľ
Šávoľ és un poble i municipi d'Eslovàquia. Es troba a la regió de Banská Bystrica.

## Història
La primera menció escrita de la vila es remunta al 1384.

## Demografia
| Godina             | 1994 | 2004   | 2014   | 2024   |
| ------------------ | ---- | ------ | ------ | ------ |
| Nombre de persones | 554  | 582    | 561    | 596    |
| Diferència         |      | +5,05% | −3,60% | +6,23% |

| Godina             | 2023 | 2024   |
| ------------------ | ---- | ------ |
| Nombre de persones | 592  | 596    |
| Diferència         |      | +0,67% |